# CIM-9-MC Volum 3
El CIM-9-MC Volum 3 és un sistema de codis de procediments. És un subconjunt de la Classificació internacional de malalties (CIM-9-MC). Els volums 1 i 2 s'utilitzen per als codis de diagnòstic.